# یندری شنیادیسکی
یندری شنیادیسکی (انگلیسی: Jędrzej Śniadecki؛ ۳۰ نوامبر ۱۷۶۸ – ۱۲ مهٔ ۱۸۳۸) یک شیمی‌دان، و زیست‌شناس اهل لهستان بود. او کاشف فلز روتنیم است.